# Zbigniew Błażyński
Zbigniew Błażyński (ur. 8 stycznia 1914 w Jabłonowie, zm. 25 października 1996 w Londynie) – polski dziennikarz emigracyjny, w latach 50. przeprowadził dla Radia Wolna Europa rozmowy z Józefem Światłą, później pracownik i dyrektor sekcji polskiej BBC.

## Życiorys
Był absolwentem Wydziału Prawa i Studium Dyplomatycznego Uniwersytetu Jana Kazimierza we Lwowie (1936). Po ukończeniu studiów pracował w Ministerstwie Spraw Zagranicznych, m.in. w wydziale prasowym. Służył w 1. Dywizji Grenadierów w Wojsku Polskim we Francji, następnie organizował ewakuację polskich żołnierzy poprzez Biuro Polskie w Casablance, pracował w Poselstwie Polskim w Lizbonie. W latach 1944–1946 był oficerem prasowym MSZ w Londynie, a następnie pracował z ramienia brytyjskiego Ministerstwa Oświaty, organizując w obozach byłych polskich wojskowych w Wielkiej Brytanii działalność oświatową i edukacyjną (1946-1952). 
W latach 1952–1955 pracował jako dziennikarz w Sekcji Polskiej Radia Wolna Europa, działającej wówczas pod nazwą rozgłośnia "Głos Wolnej Polski". W 1954 przeprowadził dla radia serię wywiadów ze zbiegłym z PRL oficerem UBP Józefem Światłą, nadawanych w cyklu "Za kulisami bezpieki i partii" i opracował 40-stronicową broszurę pod tym samym tytułem zrzucaną do Polski w ramach tzw. akcji balonowej. Od 1958 był dziennikarzem Sekcji Polskiej BBC w Londynie, gdzie prowadził audycje "W świecie komunistycznym" i "W Polsce i o Polsce". W latach 1966–1973 był dyrektorem Sekcji, a w latach 1973-1976 zastępcą dyrektora Departamentu Środkowo-Europejskiego BBC.
Po przejściu na emeryturę kierował w latach 80. Polską Fundacją Kulturalną w Londynie. W 1985 wydał książkę Mówi Józef Światło. Za kulisami bezpieki i partii 1940-1955, znacznie rozszerzoną (ponad 300 stron) pracę poświęconą Józefowi Światle, treści jego wywiadów i kulisom pracy nad audycjami poświęconymi jego rewelacjom. W latach 90. był redaktorem I, VI i VIII tomu "Materiałów do dziejów polskiego uchodźstwa niepodległościowego" wydawanego przez Polskie Towarzystwo Naukowe na Obczyźnie, którego był członkiem.

## Publikacje
- John Paul II: a man from Krakow, Londyn, Weidenfeld and Nicolson, 1979 (przetłumaczone na jęz. francuski i niemiecki).
- Flashpoint Poland (1980)
- Mówi Józef Światło : za kulisami bezpieki i partii 1940-1955, słowo wstępne Jan Nowak-Jeziorański, Londyn, 1985.
- Towarzysze zeznają : z tajnych archiwów Komitetu Centralnego : dekada Gierka 1970-1980 w tzw. Komisji Grabskiego, Londyn, Polska Fundacja Kulturalna, 1987.

## Odznaczenia
- Krzyż Komandorski Orderu Odrodzenia Polski (1989)[2]
- Krzyż Oficerski Orderu Odrodzenia Polski (3 maja 1988)[3]